# Colégio eleitoral
Um colégio eleitoral é um órgão formado por um conjunto de eleitores com o poder de um corpo deliberativo para eleger alguém a um posto particular. De maneira geral, esses eleitores representam diferentes organizações, regiões ou entidades, com cada organização, região ou entidade representada por um número determinado de eleitores ou com votos ponderados de uma maneira particular. Algumas vezes, no entanto, os eleitores são simplesmente pessoas importantes cuja sabedoria, espera-se, resultará em uma escolha melhor do que a de um corpo eleitoral mais largo.
Assim, um colégio eleitoral pode ser um órgão, por exemplo, pelo qual um sistema de eleição visa dar maior peso eleitoral a certos sectores sócio-económicos da comunidade que sejam considerados importantes ou especiais. Evita-se assim que os interesses e a vitalidade desses sectores sejam sub-representados ou prejudicados por candidatos populistas. Outro exemplo do uso do colégio eleitoral em certos sistemas de eleição pode ser para manter uma proporção equilibrada de votos de uma população de acordo com sua região. Evita-se, assim, que um determinado candidato faça campanha eleitoral apenas nas regiões mais populosas, cujo poder de voto é mais expressivo.

## Origens dos colégios eleitorais
A lei germânica antiga afirmava que o rei alemão liderava apenas com o apoio de seus nobres. Assim, Pelágio precisava ser eleito por seus nobres visigóticos antes de se tornar rei das Astúrias , assim como Pepino, o Breve pelos nobres francos, a fim de se tornar o primeiro rei carolíngio. Enquanto a maioria das outras nações germânicas desenvolveu um sistema estritamente hereditário no final do primeiro milênio, o Sacro Império Romano não o fez, e o Rei dos Romanos, que se tornaria, por coroação papal, Sacro Imperador Romano ou pelo menos Imperador eleito , foi eleito pelo colégio dos príncipes-eleitores desde o final da Idade Média até 1806 (a última eleição ocorreu em 1792).

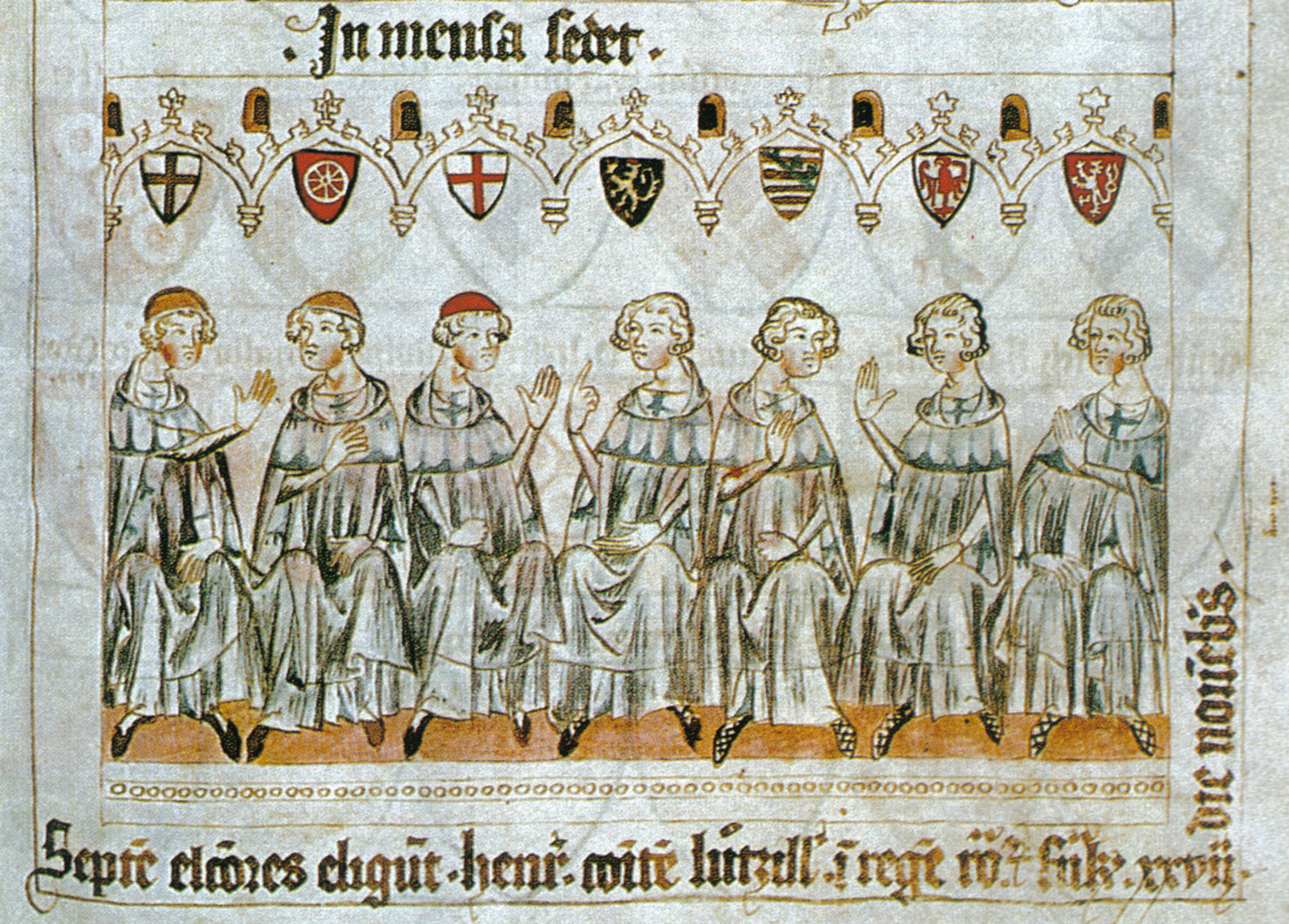
Príncipes-eleitores alemães, o colégio eleitoral do Sacro Império Romano-Germânico

Na Igreja , tanto o clero quanto os leigos elegiam o bispo ou o presbítero presidente . No entanto, por várias razões, como o desejo de reduzir a influência do Estado ou dos leigos em assuntos eclesiásticos, o poder eleitoral ficou restrito ao clero e, no caso da Igreja no Ocidente , exclusivamente a um colégio de cânones . da igreja catedral. No caso do Papa , o sistema de pessoas e clero acabou sendo substituído por um colégio do importante clero de Roma, que acabou ficando conhecido como Colégio dos Cardeais . Desde 1059, tem autoridade exclusiva sobre a seleção papal .
No século 19 e além, era comum em muitos países que os eleitores não votassem diretamente nos membros do parlamento. Na Prússia , por exemplo, em 1849-1918 os eleitores eram Urwähler (eleitores originais), nomeando com seu voto um Wahlmann (eleitor). O grupo de eleitores de um distrito elegeu o deputado da Câmara dos Representantes da Prússia . Esse sufrágio indireto era um meio de orientar a votação, para garantir que os eleitores fossem pessoas "capazes". Para os eleitores, os requisitos eram geralmente mais elevados do que para os eleitores originais. A oposição de esquerda se opôs fortemente ao sufrágio indireto.
Ainda hoje, na Holanda, os deputados da Primeira Câmara são eleitos pelos parlamentos provinciais. Esses parlamentos provinciais formam os muitos colégios eleitorais para as eleições da Primeira Câmara; as listas de candidatos são nacionais.

## Colégios Eleitorais Modernos
.

Votos nas eleições presidenciais dos Estados Unidos por estado, 2012

Os países com eleitorados regionais complexos podem eleger um chefe de estado por meio de um colégio eleitoral em vez de uma eleição popular direta .

### Santa Sé
Na soberana Santa Sé , com a Cidade do Vaticano como território soberano, os membros do Colégio dos Cardeais com menos de 80 anos elegem o papa em um conclave papal. Sendo o papa o principal executivo do Vaticano, a eleição do papa serve como a seleção da autoridade executiva.

### Estados Unidos

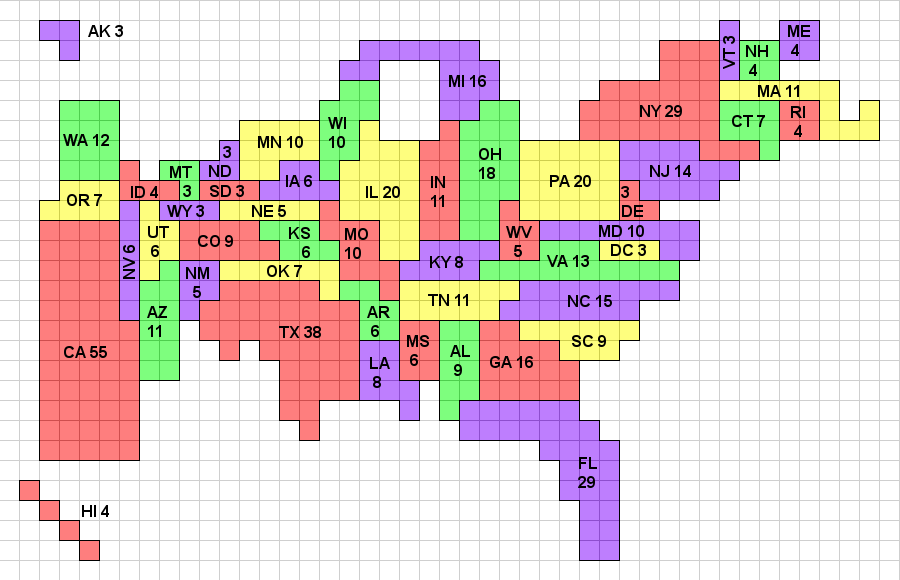
A repartição dos votos no Colégio Eleitoral dos EUA após a redistribuição com base no censo de 2010.

O Colégio Eleitoral dos Estados Unidos é um exemplo de sistema no qual um presidente executivo é eleito indiretamente , com eleitores representando os 50 estados e o Distrito de Columbia . Os votos do público determinam os eleitores, que escolhem formalmente o presidente por meio do colégio eleitoral. Cada estado tem um número de eleitores igual à sua representação no Congresso (em ambas as casas), com o Distrito não-estatal de Columbia recebendo o número que teria se fosse um estado, mas em nenhum caso mais do que o do estado menos populoso. Sob esse sistema, todos os eleitores geralmente votam no vencedor do voto popular em seus respectivos estados, exceto em Maine e Nebraska, onde alguns eleitores votam no vencedor do voto popular estadual e outros votam no vencedor. do voto popular nos distritos congressionais. No entanto, existem vários estados onde isso não é exigido por lei. Nos Estados Unidos, atualmente são necessários 270 votos eleitorais dos 538 eleitores para vencer a eleição presidencial. Se nenhum candidato obtiver os 270 votos eleitorais exigidos, a câmara baixa do Congresso dos Estados Unidos, a Câmara dos Representantes, escolhe o Presidente, com cada delegação estadual recebendo um voto nesta eleição pelo Legislativo. O Senado escolhe o vice-presidente .
Embora o Colégio Eleitoral não tenha sido controverso desde o seu início na Convenção Constitucional em 1787, até os anos imediatamente seguintes à convenção, tornou-se mais controverso nos últimos anos do século XIX, até os dias atuais. Mais resoluções foram submetidas para emendar o mecanismo do Colégio Eleitoral do que qualquer outra parte da constituição.
Existem cinco maneiras pelas quais os representantes do colégio eleitoral são normalmente escolhidos: nomeação presidencial; candidato do partido por nomeação; nomeações governamentais; nomeações de presidente do estado; e métodos híbridos para a seleção do eleitor.
As leis estaduais que exigem que os eleitores votem de acordo com as instruções são objeto de contínua controvérsia legal. Em 2020, a Suprema Corte dos Estados Unidos decidiu que, em Chiafalo v. Washington, esses eleitores podem ser punidos por lei se não votarem conforme as instruções.

## Sistema de votação
A eleição indireta é o tipo de eleição em que os candidatos não são escolhidos diretamente pelo voto popular, mas por um colégio eleitoral, composto por delegados escolhidos pelo povo.
Esse sistema votação é empregado na eleição presidencial dos Estados Unidos. Cada estado desse país é um colégio eleitoral e o poder de voto de cada um deles é decidido de acordo com o seu número de deputados e senadores. A população de cada estado vota em seu candidato favorito e aquele mais votado ganha o voto de todos os deputados e senadores.
As desvantagens desse sistema são:
- A possibilidade do candidato menos votado pelo povo ganhar a eleição.
- Candidato evitar estados ou regiões onde está claramente em desvantagem.
- Estados ou regiões inexpressivas decidirem uma eleição.

No Brasil, durante grande parte do período monárquico, o sistema eleitoral era indireto, onde os votantes elegiam os eleitores, que, por sua vez, formavam um colégio eleitoral. Com a introdução do sufrágio direto no país, através da Lei Saraiva de 1881, esse colégio foi extinto, passando a existir somente eleitores. Durante a ditadura militar, foi implementado um novo colégio eleitoral no qual membros do Poder Legislativo federal, e em certos períodos, estadual também, votavam e elegiam o presidente da República, e governadores. Com o advento da Constituição de 1988 tal colegiado foi extinto.